# Kondinskoe
Kondinskoe (in russo Кондинское?) è un insediamento di tipo urbano della Russia siberiana occidentale situato nel distretto Kondinskij del Circondario Autonomo degli Chanty-Mansi. Fino al 1961 si chiamava Nachrači (Нахрачи) e fino al 1995 era il centro amministrativo del distretto.
Si trova sul fiume Konda, a est di Meždurečenskij, attuale centro amministrativo del distretto, e a sud-ovest di Chanty-Mansijsk.